# Calistrat Cuțov

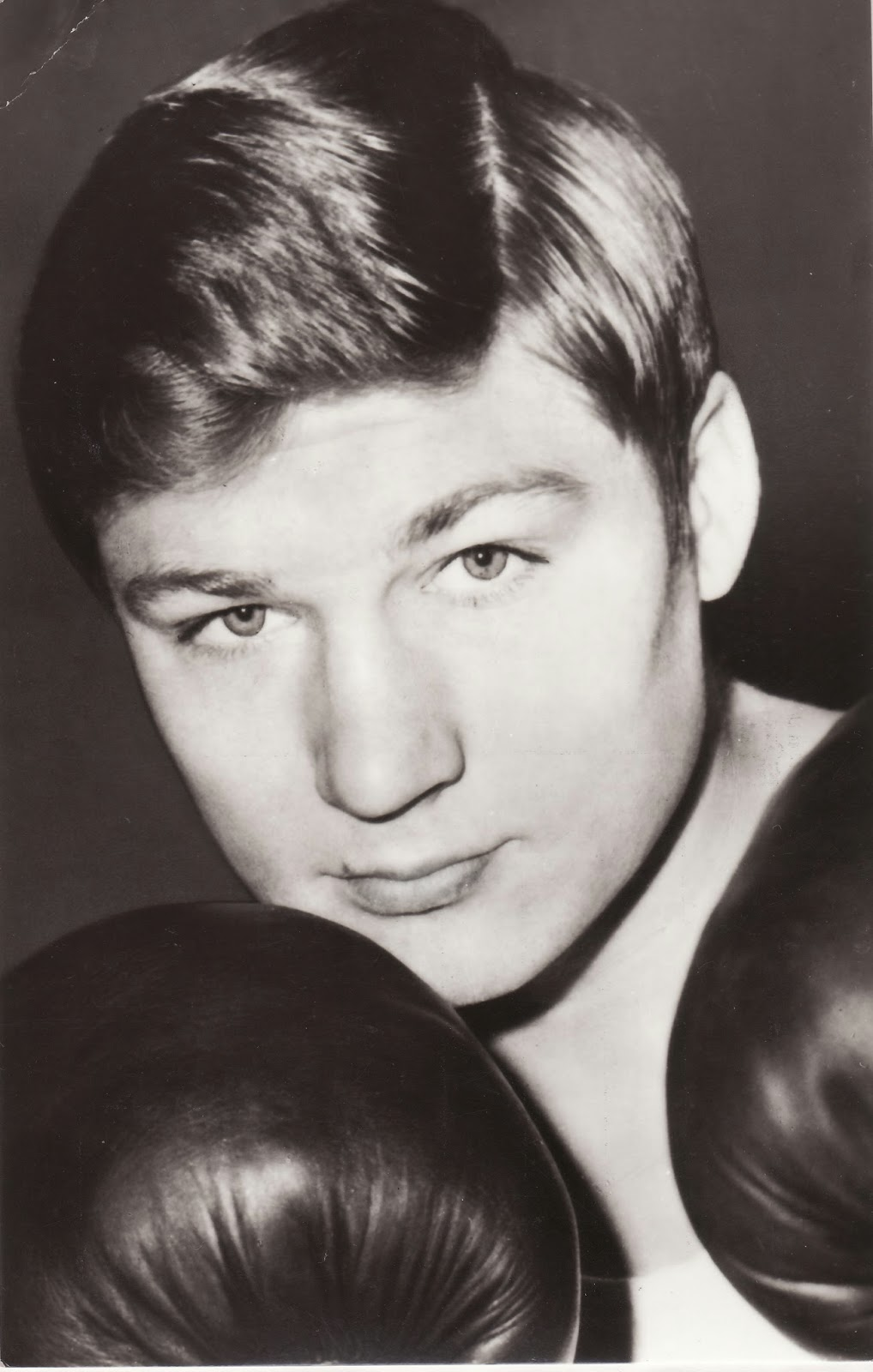
Calistrat Cuțov (1960er-Jahre)

Calistrat Cuțov (* 10. Oktober 1948 in Brăila; † vor dem 19. März 2025) war ein rumänischer Boxer.
Cuțov war Bronzemedaillengewinner der Olympischen Spiele 1968 und der Europameisterschaften 1977, Silbermedaillengewinner der Europameisterschaften 1971 und Europameister 1969.

## Karriere
Cuțov kommt aus einer Lipowaner-Familie, einer russischsprachigen Minderheit in Rumänien. Er war rumänischer Meister 1968 und 1969 im Leichtgewicht (–60 kg), 1970, 1972, 1973, 1974, 1976 und 1977 im Halbweltergewicht (–63,5 kg) und 1975 im Weltergewicht (–67 kg).
Bei den Olympischen Spielen 1968 belegte Cuțov nach Siegen über Erik Nikkinen, Finnland (5:0), Mongi Lahdhili, Marokko (5:0), und Stoyan Pilichev, Bulgarien (4:1), und einer Halbfinalniederlage gegen Ronnie Harris, USA (5:0), den dritten Platz im Leichtgewicht.
1969 gewann Cuțov neben den Europameisterschaften auch die Balkanmeisterschaften und im Jahr darauf die Polizeimeisterschaften des Ostblocks im Halbweltergewicht. Bei den Europameisterschaften 1971 gewann er die Silbermedaille, wobei er im Finale gegen Ulrich Beyer, DDR (5:0), verlor. Im selben Jahr wiederholte er seinen Sieg bei den Polizeimeisterschaften des Ostblocks.
Nach einem weiteren Sieg bei den Balkanmeisterschaften 1972 nahm Cuțov zum zweiten Mal an den Olympischen Spielen teil. Diesmal schied er jedoch bereits in der Vorrunde gegen Srisook Buntoe, Thailand (TKO 3.), aus. 1973 gewann er nochmals die Polizeimeisterschaften des Ostblocks und im Jahr darauf zum dritten und letzten Mal die Balkanmeisterschaften.
1976 verdiente sich Cuțov seine dritte Teilnahme an den Olympischen Spielen, schied jedoch im Viertelfinale gegen den späteren Bronzemedaillengewinner Wladimir Kolew, Bulgarien (5:0), aus. 1977 beendete er seine Karriere mit einem letzten Medaillengewinn: Bei den Europameisterschaften errang er die Bronzemedaille. Sein jüngerer Bruder Simion (1952–1993) war ebenfalls Boxer und Olympiateilnehmer.